# Чёрная (приток Евры)
Чёрная (офиц. Черная) — река в России, протекает по Кондинскому району Ханты-Мансийского автономного округа. Длина реки составляет 28 км.
Начинается при слиянии рек Ушья и Оурья, течёт в северо-восточном направлении среди сосново-берёзового леса. Ширина реки ближе к низовьям — 10 метров, глубина — 1,5 метра, скорость течения воды 0,3 м/с. Устье реки находится в 74 км по правому берегу реки Евра на высоте 47,4 метра над уровнем моря.
Основной приток — Чёрная Речка — впадает слева.

## Данные водного реестра
По данным государственного водного реестра России относится к Иртышскому бассейновому округу, водохозяйственный участок реки — Конда, речной подбассейн реки — Конда. Речной бассейн реки — Иртыш.
Код объекта в государственном водном реестре — 14010600112115300017075.